# Barnrättsutmärkelsen Elefanten
Barnrättsutmärkelsen Elefanten är ett pris som belönar en verksamhet eller en person som i en bibliotekskontext föredömligt har arbetat med att stärka barns rättigheter, i enlighet med FN:s konvention om barnets rättigheter. Det instiftades 2019 efter att Svensk biblioteksförening fått in en motion till sitt årsmöte. Priset beslutas av en jury och består av ett diplom. Det utdelas årligen sedan 2020.

## Pristagare
- 2020 Sanna Barsk och Malene Jensen, Kiruna stadsbibliotek[2][3]
- 2021 Barnrättsombuden i Västernorrland[4]
- 2022 Athansios Pastas, biblioteken i Malmö
- 2023 Biblioteket TioTretton i Stockholm[5]
- 2024 Karlskoga bibliotek[6]